# 府中の森芸術劇場
1. ・ホール内観（客席から見たステージ）
2. ・ホール内観（ステージから見た客席）
3. ・ホワイエ 等

府中の森芸術劇場（ふちゅうのもりげいじゅつげきじょう）は、東京都府中市にある多目的ホールやイベント開催会場および練習室を備えた各種ジャンルの文化芸能複合公共施設。

## 概要
市立の文化施設の一つで、公益財団法人府中文化振興財団が運営している。都立府中の森公園と隣接している。

### 施設
館内には、どりーむホール、ウィーンホール、ふるさとホールの3つのホールがある。「音響家が選ぶ優良ホール100選」に選定されており音響設備とPAエンジニアなどを高く評価、ミュージシャンがコンサートツアー初日に選ぶ事も少なくない。優良ホール100選に選出されている。
どりーむホール
定員2,027名（オーケストラピットの使用時は定員1,863名、定員のうち10は車椅子席）の多目的ホールである。
ウィーンホール
定員522名の、室内楽コンサートやリサイタルに適した音響の良いホールで、パイプオルガンが設置されている。
ふるさとホール
定員520名（花道を設置した場合には456名）の、伝統的な日本古典芸能や演劇に適したホールで、桟敷席があることが特徴、廻り舞台も備える。
これらのホールのほかに、練習場、レストランを擁する複合文化施設となっている。

## 所在地
本館
〒183-0001 東京都府中市浅間町一丁目2番地
分館
〒183-0023 東京都府中市宮町1-100 武蔵府中ル・シーニュ地下2階

## アクセス
- 京王線・競馬場線 東府中駅から 徒歩7分またはバス。

## 略史等
- 2017年：分館（同市宮町）開館[3]
- 2023年6：フリーWi-Fiの拡充[4]
- 2024年4月：全館休館を伴う改修工事[5]

## ギャラリー

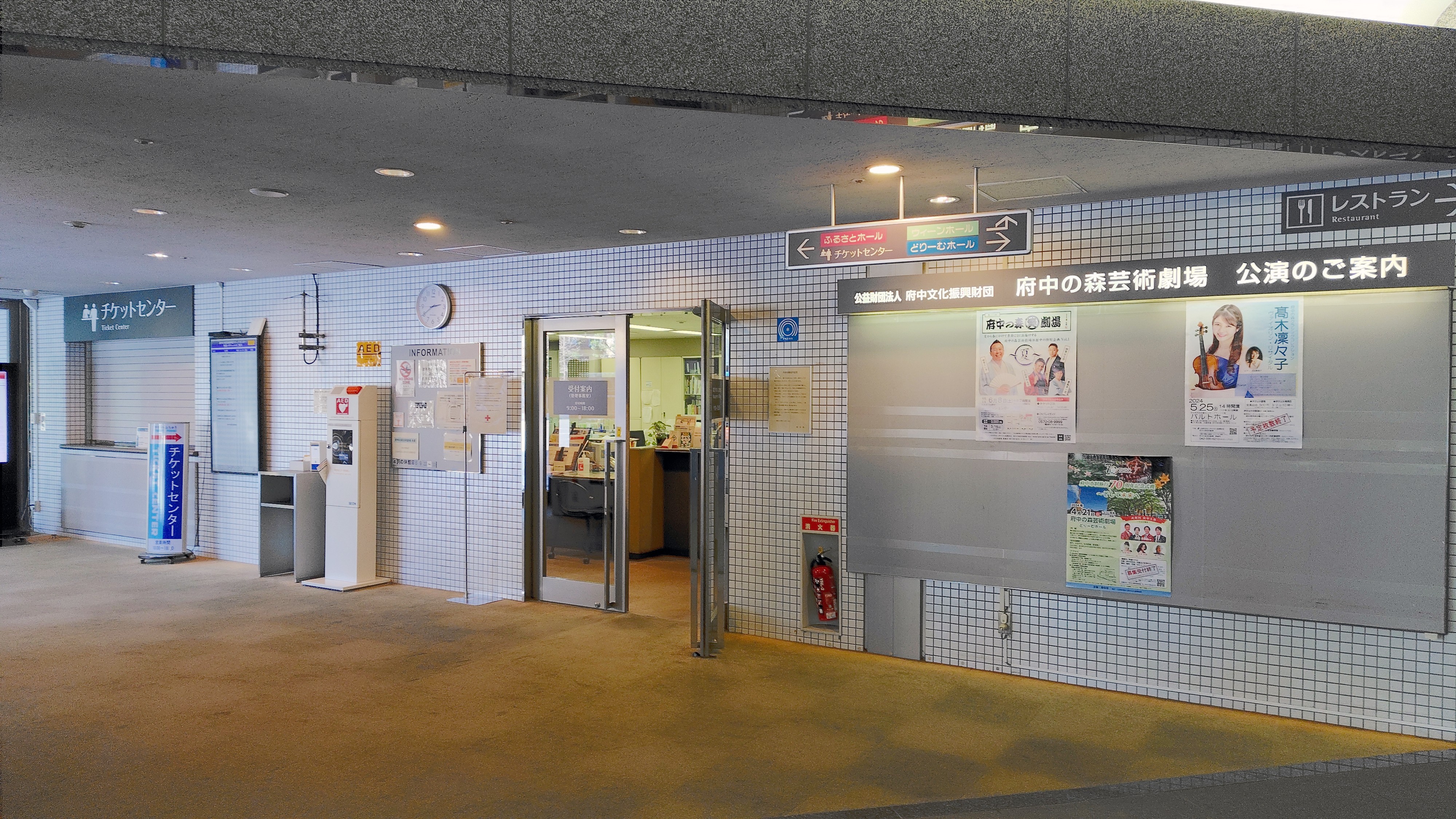
1F受付
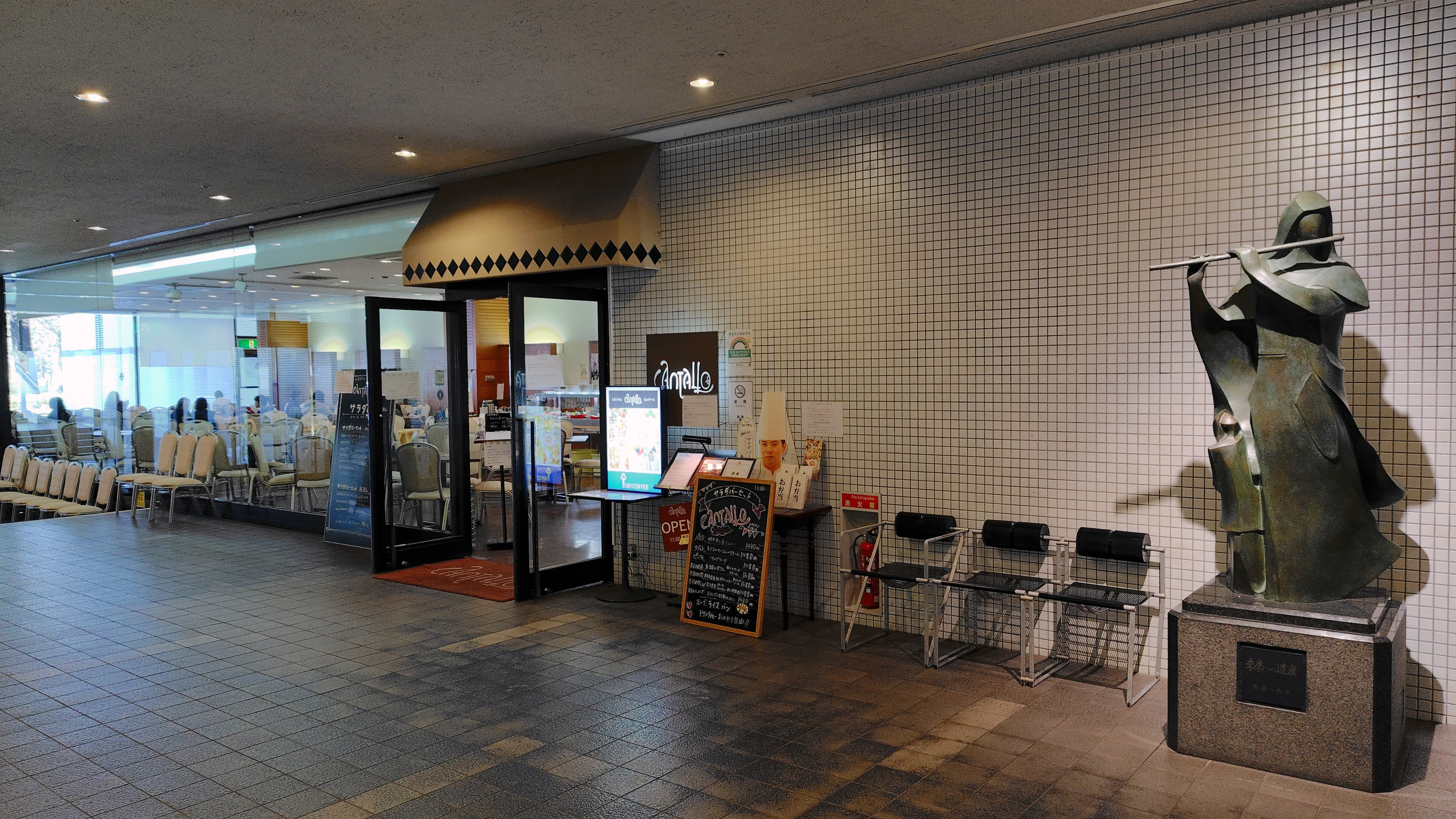
1F「レストラン カンターロ」。2024年3月全館改装に伴い閉鎖
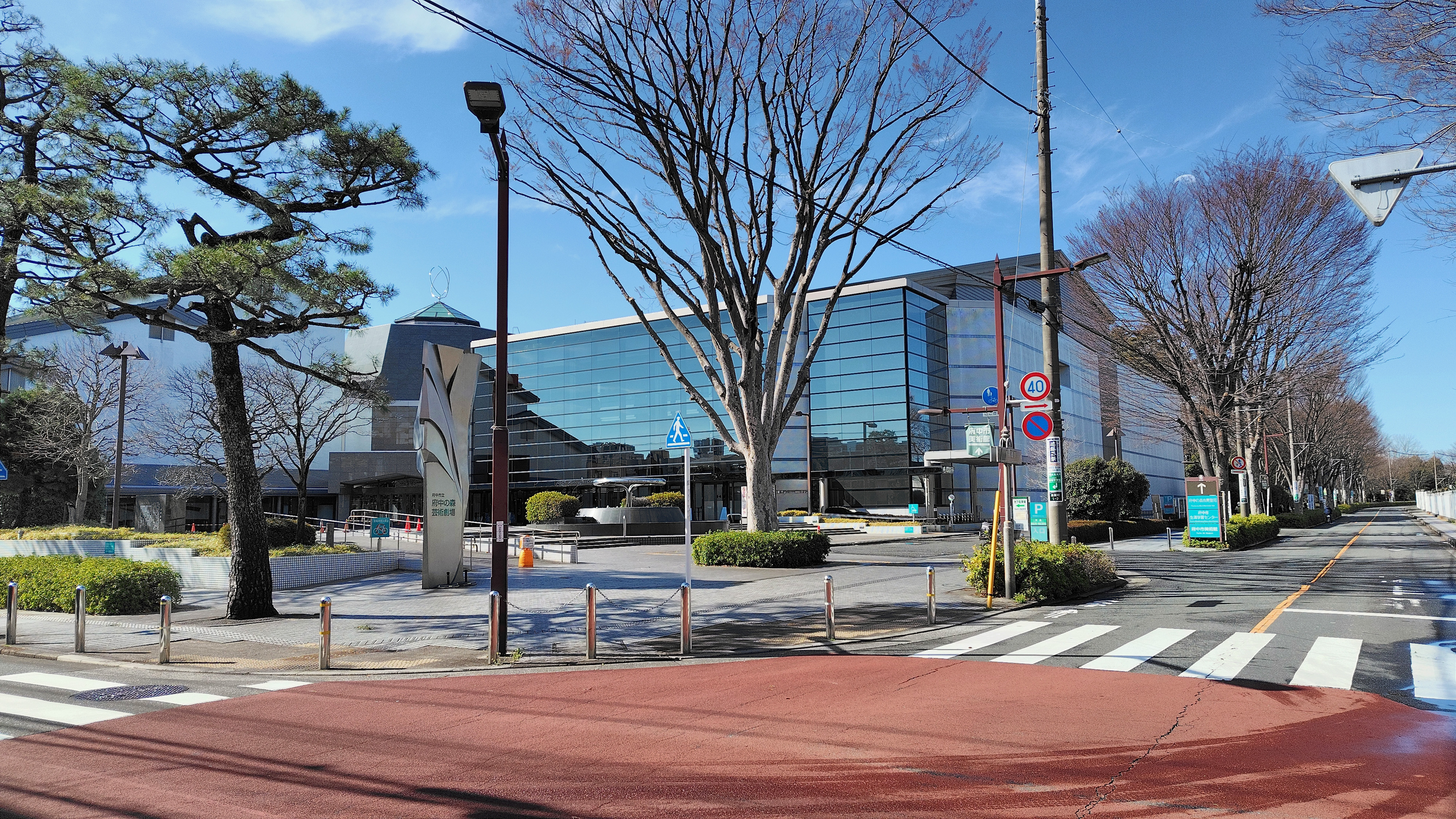
面する道路
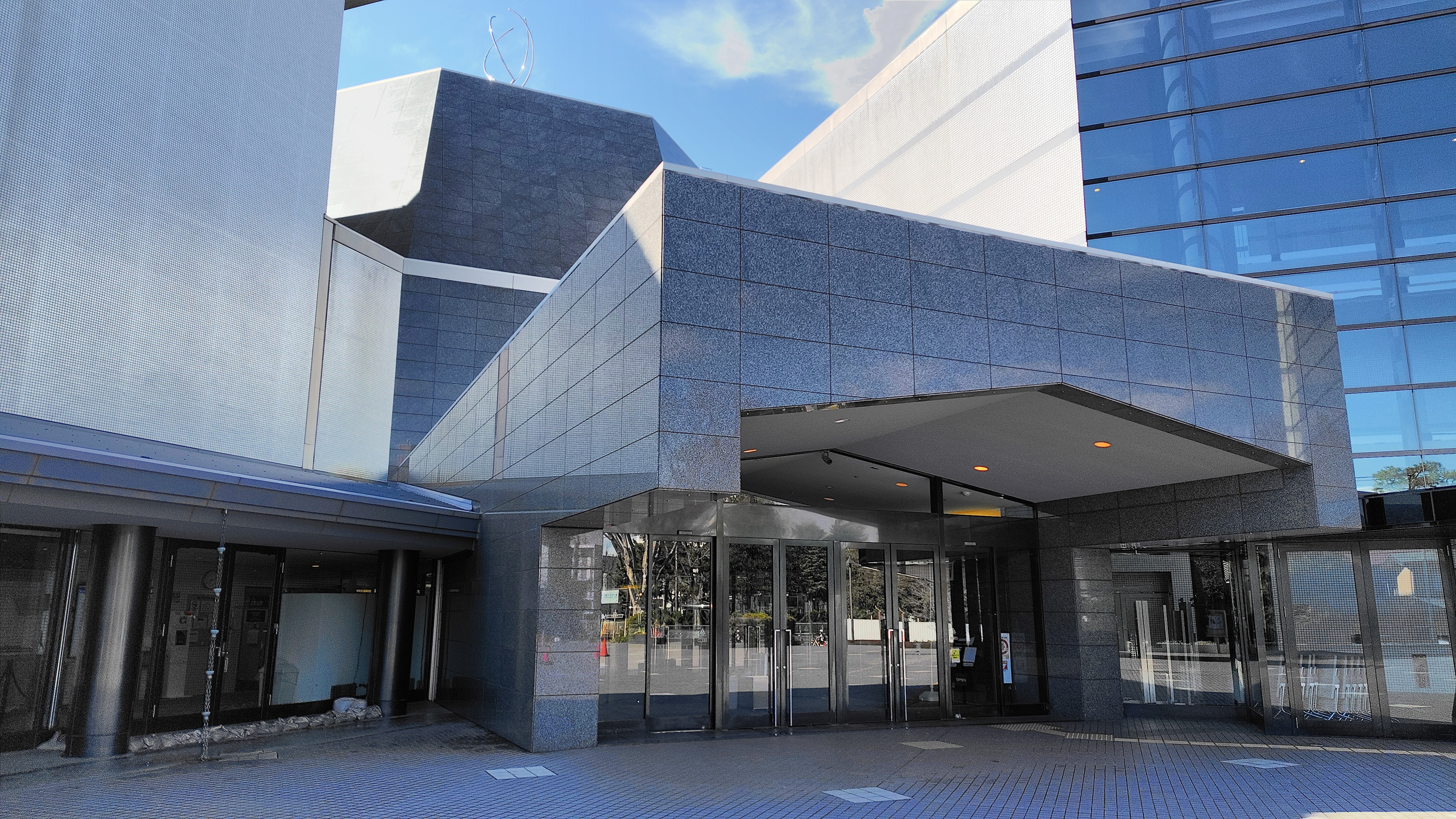
エントランス。屋上の作品。

## 特徴・設備等
- ドリームホール
  - オケピに雛壇迫り
  - 花道側壁可動式
  - 第一緞帳「春夏秋冬」脇田愛二郎作
- ウィーンホール
  - 音響調整室を2階に設置
  - パイプオルガン（3636本）
  - 残響時間は2.16～2.2秒まで可変
- ふるさとホール
  - 廻り舞台（直径11.8メートル）
  - 大迫リ、小迫リ
  - 本花道、すっぽん迫り
  - 桟敷席
- 中央ホール
  - 塔屋シンボル造型「空に舞う」伊藤隆道作
  - エントランスホール彫刻「天地への讃歌」富永直樹作
  - レストラン入口横彫刻「未来への遺産」木津一夫作